# پیتر گریگوریان
پیتر گیرگوریان معروف به پیتر گریگوریان (زاده ۸ اسفند ۱۳۸۰ در تهران) عضو تیم ملی بسکتبال ایران است که او توانست همراه این تیم در جام جهانی بسکتبال ۲۰۲۳ شرکت کند. گریگوریان در کارنامه خود سابقه بازی در تیم‌های کاله مازندران و مهرام تهران را دارد و همچنین همراه با تیم ملی جوانان تجربه حضور در جام جهانی را دارد. وی همراه با تیم بسکتبال زیر ۱۶ سال ایران در مسابقات آسیایی هم تجربه حضور دارد.
گریگوریان سابقه فعالیت در  تیم ملی بسکتبال سه نفره پسران ایران را هم کارنامه خود دارد.